# 藤原仲麻呂の乱
藤原仲麻呂の乱（ふじわらのなかまろのらん）は、奈良時代（764年）に起きた叛乱。恵美押勝の乱（えみのおしかつのらん）ともいう。孝謙太上天皇・道鏡と対立した太師（太政大臣）藤原仲麻呂（藤原恵美押勝）が軍事力をもって政権を奪取しようとして失敗した事件である。

## 背景
藤原仲麻呂は、叔母の光明皇后の信任を得て、大納言・紫微令・中衛大将に任じられるなど次第に台頭し、孝謙天皇が即位すると、孝謙と皇太后となった光明子の権威を背景に事実上の最高権力者となった。天平勝宝、息子真従の未亡人粟田諸姉と結婚して仲麻呂の私邸に居住していた大炊王を皇太子に立てることに成功する。天平宝字2年（758年）8月、大炊王（淳仁天皇）が即位すると、大保（右大臣）に任ぜられ、恵美押勝（藤原恵美朝臣押勝）の姓名を与えられる。天平宝字4年（760年）1月にはついに人臣として史上初の太師（太政大臣）にまで登りつめた。
押勝は子弟や縁戚を次々に昇進させ要職に就けて勢力を扶植していったが、同年6月に光明子が死去したことで、その権勢はかげりを見せはじめる。さらに2年後には押勝と孝謙の間のパイプ役になっていた正室の藤原袁比良を失ったことも大きな打撃となった。同時期に孝謙上皇は道鏡を側に置いて寵愛するようになり、仲麻呂は淳仁天皇を通じて、孝謙に道鏡との関係を諌めさせたが、孝謙の怒りを買った。天平宝字6年（762年）6月、孝謙は出家して尼になるとともに「天皇は恒例の祭祀などの小事を行え。国家の大事と賞罰は自分が行う」と宣言する。孝謙の道鏡への信任はしだいに深まり、逆に淳仁と押勝を抑圧するようになった。天平宝字7年（763年）9月には道鏡を少僧都に任じている。
天平宝字8年（764年）6月、授刀衛の責任者である授刀督を兼ねていた仲麻呂の娘婿藤原御楯が急死する。授刀衛は元々皇太子時代の孝謙上皇の護衛を司ってきた部隊であり、御楯の死によって上皇側が影響力を回復して掌握されていくことになり、その後の乱でも上皇軍の主力部隊として活躍することになる。

## 反乱計画
焦燥を深めた押勝は軍事力により孝謙と道鏡に対抗しようとし、天平宝字8年（764年）9月、新設の「都督四畿内三関近江丹波播磨等国兵事使」に任じられた。諸国の兵20人を都に集めて訓練する規定になっていたが、押勝は600人の兵を動員することを決めると、大外記高丘比良麻呂に命令の発令を指示した。押勝は都に兵力を集めて軍事力で政権を奪取しようと意図していた。このとき押勝は太政官印の確保に成功している。9月5日には、仲麻呂は船親王と謀議し、朝廷の咎を訴えようと図った。また池田親王はすでに夏頃より兵馬を集結していた。両親王ともに、仲麻呂が擁立した淳仁天皇の兄弟であった。
ただし、木本好信は孝謙側も授刀衛を掌握して権力掌握の動きを見せたために仲麻呂は「自衛」のために兵の確保を目指した可能性があるとした上で、元々日常の小事の決裁に関しては天皇の内印を求めず太政官印で処理しても良いことになっていた（『続日本紀』養老四年五月癸酉条）ことから、仲麻呂本人には元々反乱や権力奪取を計画する意図はなく、「自衛」のための小規模な兵士の増員も小事の範疇である考えて命令したものが、命令の発令前に公文書の審査を行う立場の比良麻呂はそれを小事の範疇とは考えなかったのではないか、としている。
高丘比良麻呂は後難を恐れて、孝謙に動員計画を密告した。平素押勝に信頼されていた陰陽師の大津大浦も押勝の叛乱を知り、その旨を密告した。また和気王からも反乱計画が伝えられた。

## 戦乱

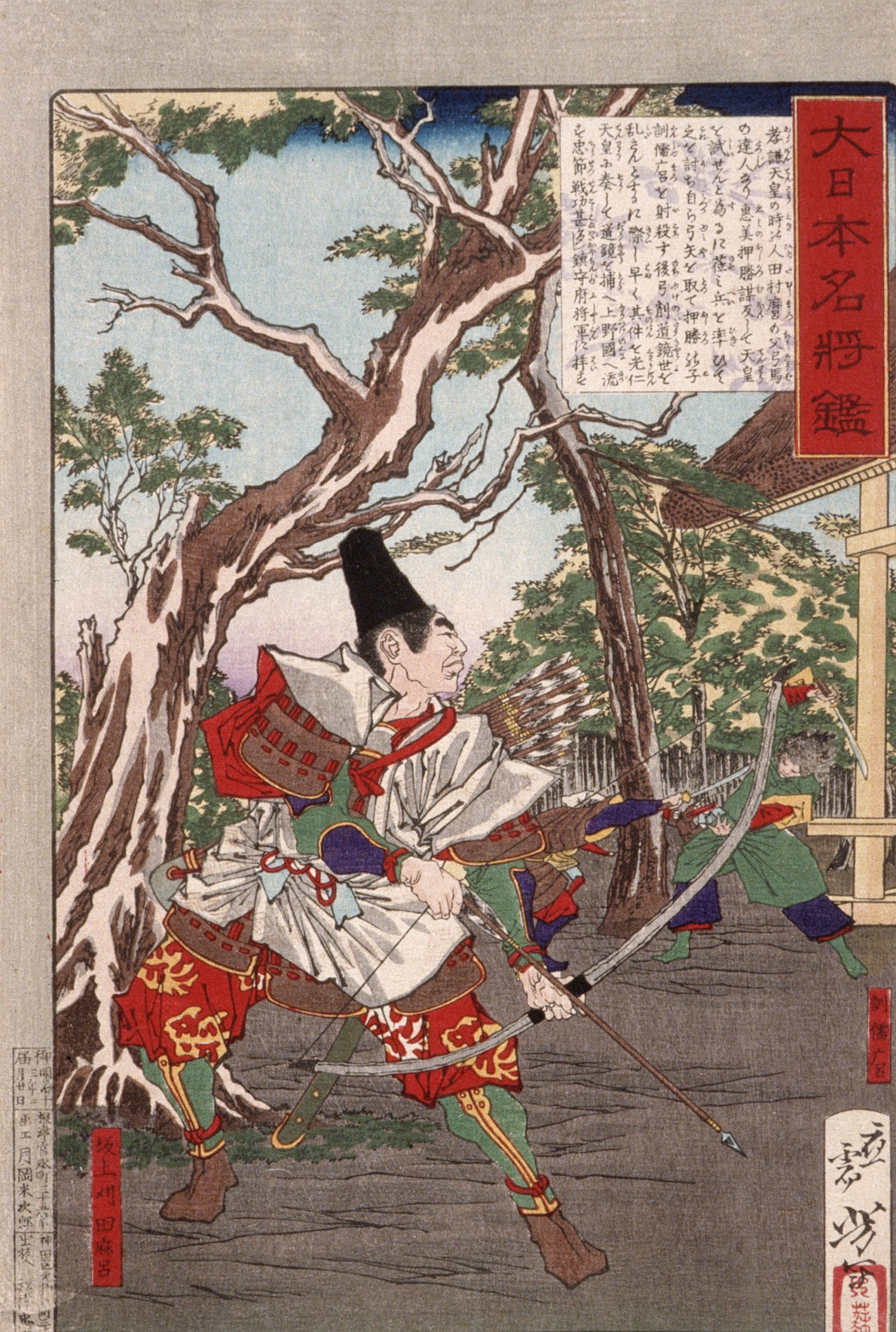
坂上苅田麻呂が訓儒麻呂を射ようとする場面を描いた月岡芳年の作

9月11日、重なる密告通知をうけた孝謙は少納言山村王を淳仁のいる中宮院に派遣して、皇権の発動に必要な鈴印（御璽と駅鈴）を回収させた（一説には淳仁天皇もこの時に中宮院内に幽閉されたという）。これを知った押勝は子息訓儒麻呂に山村王の帰路を襲撃させて、鈴印を奪回した。孝謙はただちに授刀少尉坂上苅田麻呂と授刀将曹牡鹿嶋足を派遣して、訓儒麻呂を射殺した。
押勝はこれに対抗して中衛将監矢田部老を送ったが、彼も授刀舎人紀船守に射殺された。

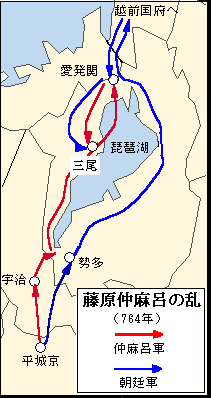
藤原仲麻呂の乱拡大

鈴印の争奪戦を制することにより、孝謙は官軍としての体裁を整えて大義名分を得る形となった。孝謙は勅して、押勝一族の官位を奪い、藤原の氏姓の剥奪・全財産の没収を宣言し、仲麻呂を朝敵に指定した。さらに三関の固関を行わせている。その夜、仲麻呂は一族を率いて平城京を脱出、宇治へ入ると、長年国司を務め、彼の地盤となっていた近江国の国衙を目指した。仲麻呂は近江国庁を本拠に東山道と北陸道の国々に兵士の動員をかけて反撃をする計画であったと考えられる。孝謙は当時造東大寺司長官であった吉備真備を召して従三位に叙して仲麻呂誅伐を命じ、ただちに追討軍を派兵させた。かつて朝廷の要職を歴任した真備だが、以降は権を握った仲麻呂のために久しく逆境にあった人物で、この年正月に70歳を迎えた老齢でありながら、在唐中に取得した軍学の知識を買われ任じられた。
仲麻呂の行動を予測した真備は、山背守日下部子麻呂と衛門少尉佐伯伊多智の率いる官軍を先回りさせて勢多橋を焼いて、東山道への進路を塞いだ。仲麻呂はやむなく子息辛加知が国司になっている越前国に入り再起を図り、琵琶湖の西岸から越前へ北進する。淳仁を連れ出せなかった仲麻呂は、自派の元皇族中納言氷上塩焼（新田部親王の子）を同行して「今帝」と称して天皇に擁立し、自分の息子たちには親王の位階である三品を与えた。また、奪取した太政官印を使って太政官符を発給し、諸国に号令した。ここに、2つの朝廷が並立したことになる。孝謙側は、仲麻呂を討ち取った者に厚い恩賞を約束するとともに、北陸道諸国には、太政官印のある文書を信用しないように通達している。
官軍の佐伯伊多智は越前に馳せ急ぎ、まだ事変を知らぬ辛加知を斬ると、授刀舎人物部広成らに固めさせた愛発関（近江と越前の国境の関所）にて、仲麻呂軍の先発隊精兵数十人を撃退した。辛加知の死をまだ知らない仲麻呂は、舟で琵琶湖対岸に渡り、愛発関を避けての越前への入国を試みる。だが逆風での難破寸前に渡湖を断念。上陸した塩津から愛発関の突破を再度図る仲麻呂軍だったが、佐伯伊多智にまたしても阻まれて、退却する。
南下して三尾（近江国高島郡・現：滋賀県高島市）まで退いた仲麻呂軍は古城に籠もると、攻め立ててくる討伐軍に対し必死で応戦する。
9月18日、討賊将軍に任ぜられた備前守藤原蔵下麻呂が増援に加わった討伐軍によって、海陸から激しく攻められた仲麻呂軍は、ついに敗れた。湖上に舟を出して妻子とともに逃れようとする仲麻呂は、軍士石村石楯に斬られ、その一家も皆殺しにされた。また氷上塩焼も同時に殺された。9月11日時点では仲麻呂の軍権と支配力は上皇を圧倒していたが、当初の揉み合いで訓儒麻呂・矢田部老らが不運に落命する。形勢も一変し、わずか1週間で窮死に追い込まれるという歴史的な転落劇となった。権力者の横死としては、嘉吉の乱・本能寺の変のように即決の不意打ちとも、鎌倉幕府滅亡のように一定期間の攻防を経てのものとも異なる、唯一異例のものである。
乱の勃発時点で仲麻呂は軍権の大部分を掌握していて圧倒的な優位にあり、事件は反乱というよりも総仕上げ的に上皇を駆逐しようというクーデター的な始まり方であった。しかし、流れ矢に当たったような藤原訓儒麻呂、矢田部老の連続戦死で緒戦の歯車が狂い、以降は吉備真備の知略で追い詰められて急速に形勢が悪化、権力の頂点から僅か十数日で悲惨な敗亡を迎える結果となった。

## 乱後
仲麻呂の勢力は政界から一掃され、淳仁は廃位され淡路国に流された。代わって孝謙が重祚する（称徳天皇）。以後、称徳と道鏡を中心とした独裁政権が形成されることになった。
称徳天皇は乱の犠牲者を弔うと共に鎮護国家を祈念するため、百万塔陀羅尼を制作させた。

## 乱で戦死・処罰された人物
| 家系     | 氏名         | 官位など                               | 処罰内容                           |
| -------- | ------------ | -------------------------------------- | ---------------------------------- |
|          | 淳仁天皇     | 天皇                                   | 廃位の上、淡路国への流罪           |
| 皇族     | 船親王       | 二品・信部卿                           | 諸王に格下げの上、隠岐国への流罪   |
| 皇族     | 池田親王     | 三品・糾政尹                           | 諸王に格下げの上、土佐国への流罪   |
| 皇族     | 三方王       | 従四位下 （舎人親王の孫?）             | 位階剥奪?                          |
| 皇族     | 宗形王       | 従四位下・右大舎人頭 （舎人親王の孫?） | 位階剥奪?                          |
| 皇族     | 笠王         | 従四位下・左大舎人頭 （守部王の子）    | 臣籍降下の上、丹後国への流罪       |
| 皇族     | 何鹿王       | （守部王の子）                         | 臣籍降下の上、丹後国への流罪       |
| 皇族     | 為奈王       | （守部王の子）                         | 臣籍降下の上、丹後国への流罪       |
| 皇族     | 山口王       | （三原王の子）                         | 臣籍降下の上、丹後国への流罪       |
| 皇族     | 長津王       | （三原王の子）                         | 臣籍降下の上、丹後国への流罪       |
| 皇族     | 葦田王       | （船王の子）                           | 臣籍降下の上、丹後国への流罪       |
| 皇族     | 他田王       | （船王の孫）                           | 臣籍降下の上、丹後国への流罪       |
| 皇族     | 津守王       | （船王の孫）                           | 臣籍降下の上、丹後国への流罪       |
| 皇族     | 豊浦王       | （船王の孫）                           | 臣籍降下の上、丹後国への流罪       |
| 皇族     | 宮子王       | （船王の孫）                           | 臣籍降下の上、丹後国への流罪       |
| 皇族     | 川邊王       | （三島王の娘）                         | 臣籍降下の上、伊豆国への流罪       |
| 皇族     | 葛王         | （三島王の娘）                         | 臣籍降下の上、伊豆国への流罪       |
| 藤原南家 | 藤原仲麻呂   | 正一位・太師                           | 石村石楯により斬殺                 |
| 藤原南家 | 藤原巨勢麻呂 | 従三位・参議                           | 戦死                               |
| 藤原南家 | 藤原真先     | 正四位上・参議                         | 戦死                               |
| 藤原南家 | 藤原訓儒麻呂 | 従四位下・参議                         | 坂上苅田麻呂と牡鹿嶋足らにより射殺 |
| 藤原南家 | 藤原朝狩     | 従四位下・参議                         | 戦死                               |
| 藤原南家 | 藤原小湯麻呂 | 従五位上                               | 戦死                               |
| 藤原南家 | 藤原薩雄     | 従五位下・右虎賁率                     | 戦死                               |
| 藤原南家 | 藤原刷雄     | 従五位下                               | 隠岐国への流罪                     |
| 藤原南家 | 藤原辛加知   | 従五位下・越前守                       | 佐伯伊多智により斬殺               |
| 藤原南家 | 藤原執棹     | 従五位下・美濃守                       | 戦死                               |
| その他   | 氷上塩焼     | 従三位・中納言                         | 戦死                               |
| その他   | 仲石伴       | 従四位下・左勇士率                     | 戦死                               |
| その他   | 佐伯毛人     | 従四位上・大宰大弐                     | 多褹嶋守に左遷                     |
| その他   | 粟田奈勢麻呂 | 従四位下・遠江守                       | 解官                               |
| その他   | 粟田人成     | 従五位上・相模守                       | 官位剥奪                           |
| その他   | 大原今城     | 従五位上・上野守                       | 官位剥奪                           |
| その他   | 忌部鳥麻呂   | 従五位上・信部少輔                     | 官位剥奪                           |
| その他   | 紀牛養       | 従五位下・右少弁                       | 官位剥奪                           |
| その他   | 中臣宅守     | 従五位下・神祇大副                     | 官位剥奪                           |
| その他   | 大伴小薩     | 従五位下・武部少輔                     | 戦死                               |
| その他   | 大伴田麻呂   | 従五位下・土左守                       | 官位剥奪                           |
| その他   | 山口佐美麻呂 | 従五位下・甲斐守                       | 官位剥奪                           |
| その他   | 石川氏人     | 従五位下・周防守                       | 戦死                               |
| その他   | 阿倍小路     | 従五位下・左少弁                       | 戦死                               |
| その他   | 巨勢広足     | 従五位下・但馬介                       | 解官?                              |
| その他   | 村国虫麻呂   | 外従五位下・越前介                     | 官位剥奪                           |
| その他   | 村国子老     | 外従五位下・能登守                     | 位階剥奪もしくは降格、官職解任     |
| その他   | 村国島主     | 正六位上・美濃少掾                     | 戦死                               |
| その他   | 矢田部老     | 中衛将監                               | 紀船守により射殺                   |